# زبان سنایا
زبان سنایا یکی از زبان‌های آرامی جدید شرقی است که آشوریان شهر سنندج در کردستان ایران بدان صحبت می‌کردند. هم‌اکنون بیشتر گویشوران این زبان در کالیفرنیا آمریکا و تعداد کمی از آنان در شهر تهران در ایران زندگی می‌کنند. بیشتر آنان پیرو کلیسای کاتولیک کلدانی هستند.